# Scymnus (gènere)
Scymnus és un gènere paleàrtic pertanyent a la família Coccinellidae.

## Etimologia
La paraula grega scymnus (σκύφος) significa cadell de lleó.

## Biologia
Les larves d'aquest gènere es distingeixen de les d'uns altres coccinèl·lids depredadors pel seu cos cobert de vellositat cèria blanca que les protegeixen dels atacs de les formigues ramaderes de pugó. Els adults són més xicotets (1,5–3 mm) i de tonalitats fosques, variant segons l'espècie. Els adults poden ser difícils d'identificar entre espècies sense una dissecció genital i la imatge ventral.
Depreda tant en estat adult com de larva. Solen se més abundant durant els mesos calorosos. Solen ser depredadors generalistes, encara que amb freqüència es poden veure en colònies de pugons.

## Taxonomia
Aquest gènere està format per 3 subgèneres (Scymnus, Pullus i Neopullus), als quals pertanyen al voltant de 200 espècies.
Entre les quals destaquen les següents:
- Scymnus apetzi
- Scymnus auritus
- Scymnus femoralis
- Scymnus frontalis
- Scymnus incisus
- Scymnus interruptus
- Scymnus levaillanti
- Scymnus mediterraneus
- Scymnus punctillum
- Scymnus rufipes
- Scymnus subvillosus
- Scymnus suturalis